# Adonias Filho

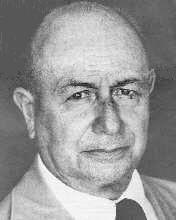
Adonias Aguiar Filho

Adonias Filho, eigentlich Adonias Aguiar Jr. (* 27. November 1915 in Itajuípe, Bahia; † 2. August 1990 in Ilhéus, Bahia) war ein brasilianischer Schriftsteller.

## Leben
Adonias Filho entstammte einer alteingesessenen Kakao-Pflanzerfamilie; seine Eltern waren Adonias Aguiar und Rachel Bastos de Aguiar. 1922 begann seine Schulzeit an der Grundschule von Ilhéus und sechs Jahre später wechselte er an das von Jesuiten geleitete Internat in Salvador da Bahia (einer seiner damaligen Mitschüler war der spätere Schriftsteller Jorge Amado).
Nach erfolgreichem Schulabschluss ging Adonias Filho nach Rio de Janeiro und ließ sich dort als Journalist nieder; er schrieb u. a. für Zeitschriften und Zeitungen wie „Revista do Brasil“, „Correio da Manhã“ und „A Manhã“. In letzterer betreute er viele Jahre das Feuilleton und veröffentlichte dort unter dem Pseudonym Djalma Viana. 1944 wollte er sich mit einem eigenen Verlag – Ocidente – selbstständig machen, scheiterte aber bereits nach kurzer Zeit und übernahm deshalb bis 1950 die Leitung des Verlags A Noite.
1950 wechselte er in die Politik und ließ sich als Abgeordneter des Bundesstaates Bahia für das Parlament aufstellen; wurde aber nicht gewählt. In dieser Zeit konnte Adonias Filho auch als Autor erfolgreich debütieren; sein erster Roman, „Os Servos de Morte“ wurde 1946 veröffentlicht. 1954 betraute man ihn mit der Leitung des Serviço Nacional de Teatro und auch mit der des Instituto Nacional do Livro.
Als Adonias Filho 1961 zum Leiter der Nationalbibliothek Brasiliens in Rio de Janeiro berufen wurde, war er bereits ein sehr bekannter Schriftsteller. Dieses Amt hatte er bis 1971 inne.
Im Alter von beinahe 75 Jahren starb Adonias Filho am 2. August 1990 in Ilhéus und fand dort auch seine letzte Ruhestätte.

## Ehrungen
- Mit Wirkung zum 23. Mai 1969 nahm ihn die Academia Brasileira de Letras als Mitglied auf und wies ihm den Cadeira 21 zu. Bei Feier zu seiner Aufnahme hielt Jorge Amado die Festrede.
- 1973 Prêmio Brasília der Literatura
- 1975 Prêmio Nacional de Literatura und Prêmio Jabuti
- 1983 Ehrendoktor der Universidade Federal da Bahia

## Rezeption
In seinem Œuvre thematisiert Adonias Filho immer wieder den Kampf des Menschen gegen die Naturgewalten: das Schicksal der Caboclos in einer Landschaft, das diese unter nahezu unmenschlichen Bemühungen der Natur abgetrotzt haben, aber ständig verteidigen müssen. Sein Werk stellt somit eine Brücke dar, zwischen dem „Sertão Guimaraes Rosa“ und der „Zona Cacaueira Bahia“ von Jorge Amado. Adonis Filho greift dabei auch immer auf überlieferte Balladen, Legenden und Mythen zurück. Adonias Filho gilt als wichtiger Vertreter der modernistischen literarischen Gruppe Grupo Festa, zu der auch Cecília Meireles, Tasso da Silveira und José Muricy mit ihrer kurzlebigen Zeitschrift Revista Festa gehörten.

## Werke (Auswahl)
Romane
- Memórias de Lázaro. Novela. 1952.
- Corpo vivo. 1962.
- O Forte. 1965.
- As velhas. Novela. 1975.

Kinder- und Jugendbücher
- Uma nota de cem. 1973.

Sachbücher
- Tasso da Silveira o tema da poesia eterna. 1937.
- Modernos ficcionistas brasileiros. 1958.
- História da Bahia. 1963.
- O bloqueio cultural. 1964.

Theaterstücke
- Auto de Ilhéus. 1981.